# Briand-Kellogg-Pakt

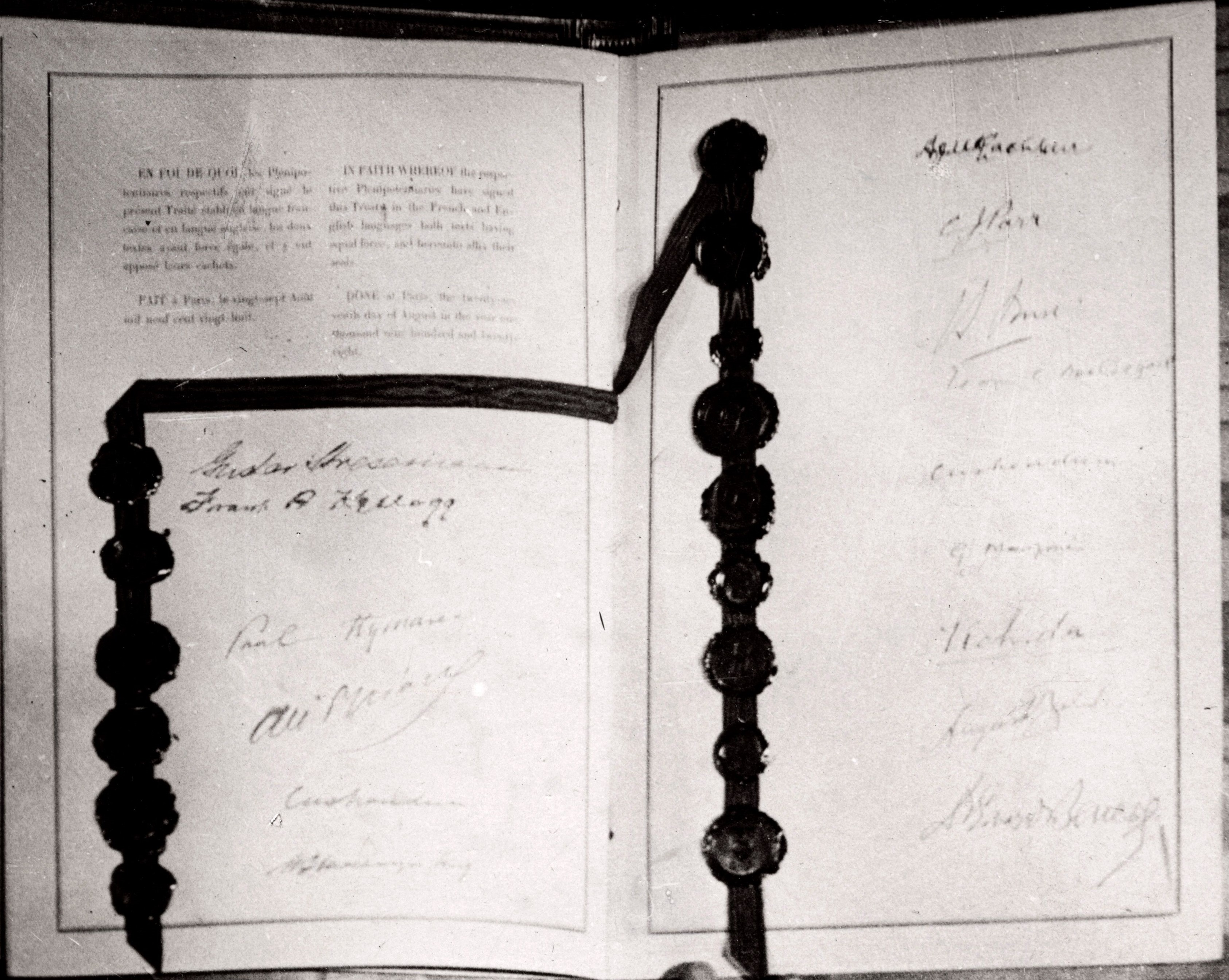
Briand-Kellogg-Pakt (1928)

Der Briand-Kellogg-Pakt (auch Kellogg-Pakt, Kellogg-Briand-Pakt oder Pariser Vertrag) ist ein völkerrechtlicher Vertrag zur Ächtung des Krieges. Er wurde am 27. August 1928 in Paris von zunächst elf Nationen unterzeichnet. Namensgeber sind der damalige US-Außenminister Frank Billings Kellogg und der französische Außenminister Aristide Briand. Ab 1945 diente er als Begründung, um die Angriffskriege NS-Deutschlands und des Japanischen Kaiserreiches juristisch zu verurteilen.

## Entstehung

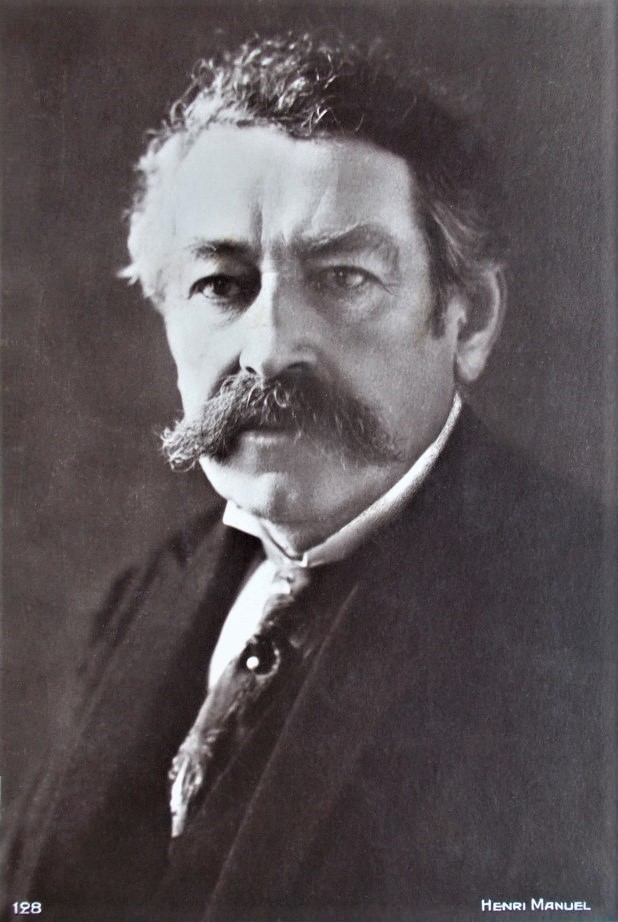
Aristide Briand

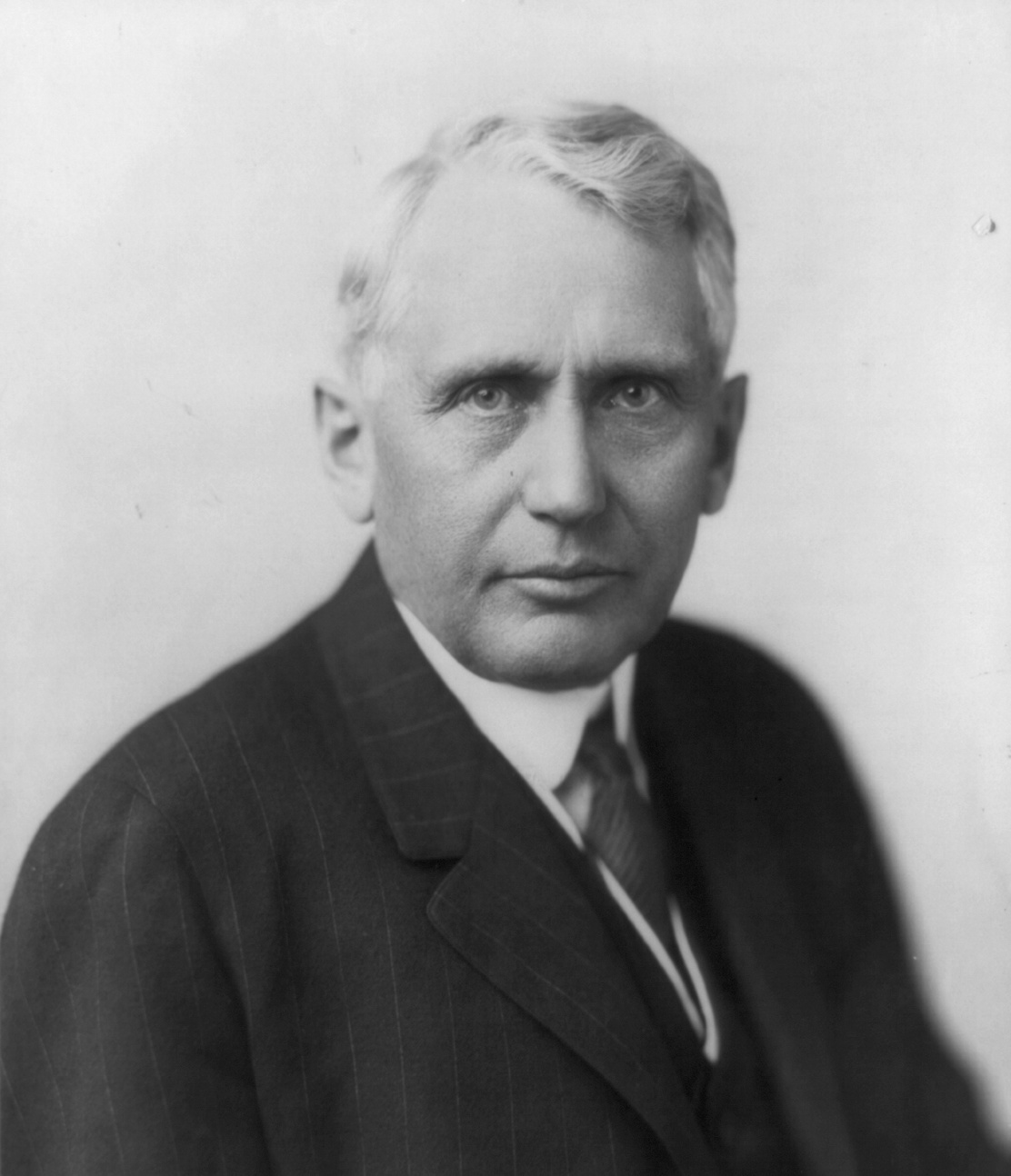
Frank B. Kellogg

In den USA bildete sich nach dem Ersten Weltkrieg eine Bewegung, die sich dafür einsetzte, Krieg als Mittel zur Durchsetzung nationaler Interessen völkerrechtlich zu verbieten. Das Kabinett Coolidge zeigte sich dieser Idee nicht abgeneigt, unternahm aber keine eigenen außenpolitischen Schritte in die Richtung. Allerdings gelang es dem Friedensforscher James T. Shotwell, den französischen Außenminister Aristide Briand von der Idee zu überzeugen. Briand sah in einem bilateralen Abkommen zwischen Frankreich und den USA über Kriegsverzicht die Möglichkeit, Frankreich ein bevorzugtes Verhältnis zu den USA zu sichern. Am 6. April 1927, dem 10. Jahrestag des US-amerikanischen Eintritts in den Ersten Weltkrieg, verkündete Briand vor der Presse seine Absicht. Die US-Regierung, namentlich Präsident Calvin Coolidge, Außenminister Frank B. Kellogg, und der Staatssekretär für Westeuropa, William Richards Castle Junior, wollte sich nicht mit einem solchen Abkommen bündnispolitisch an Frankreich binden und dadurch andere außenpolitische Handlungsmöglichkeiten in Europa verspielen, aber sie wollte auch nicht die Friedensbewegung gegen sich aufbringen. Deswegen verkündete die Regierung, sie werde den Pakt in Betracht ziehen, sobald ein formelles Angebot unterbreitet sei. Dieses Angebot wurde am 21. Juni 1927 in der amerikanischen Botschaft in Paris überreicht. Die US-Regierung spielte weiter auf Zeit, in der Hoffnung, das öffentliche Interesse an dem Vorschlag werde demnächst nachlassen. Zuerst wartete sie das Ende der Genfer Flottenkonferenz ab, in der Hoffnung, ein positives Ergebnis könnte eine Möglichkeit bieten, eine Ablehnung des Vorschlags zu rechtfertigen. Als die Konferenz scheiterte, ließ Kellogg verlauten, dass er sich erst mit Präsident Coolidge über den Vorschlag beraten könne, wenn dieser im September aus seiner Sommerresidenz im Custer State Park (South Dakota) nach Washington D.C. zurückkehre. Außerdem könne ein rechtsgültiger Pakt erst abgeschlossen werden, sobald der Kongress im Dezember nach mehrmonatiger Sitzungspause wieder tage. Nachdem Coolidge nach Washington zurückgekehrt war, schob Kellogg eigene Geschäftsangelegenheit und die Krankheit des Botschafters in Frankreich, Myron T. Herrick, vor, um einem Treffen mit dem französischen Botschafter in der Sache aus dem Weg zu gehen. Coolidge erklärte unterdessen öffentlich, dass der Vorschlag verfassungswidrig sein könnte, da er das Vorrecht des US-Kongresses, einem Land den Krieg zu erklären, einschränke und dass es ohnehin nicht möglich sei, bloß durch einen Vertrag Frieden zu garantieren. Das öffentliche Interesse an dem Vorschlag riss aber dennoch nicht ab und so kündigte Coolidge am 10. Dezember 1927 die Aufnahme offizieller Verhandlungen mit Frankreich an, sobald Herrick nach Paris zurückkehren könne. Am 22. Dezember diskutierte Kellogg die Angelegenheit vor dem Außenausschuss des Senats. Die Senatoren unterstützten den Vorschlag des Ausschussvorsitzenden William E. Borah, der sich schon seit Monaten für einen multilateralen Vertrag auf Kriegsverzicht eingesetzt hatte.
Somit legte Kellogg am 28. Dezember dem französischen Außenministerium einen entsprechenden Gegenvorschlag vor: möglichst alle Staaten sollten sich vertraglich verpflichten, auf Krieg als Mittel nationaler Politik zu verzichten. Der deutsche Außenminister Gustav Stresemann griff den amerikanischen Vorschlag gerne auf. Im Auswärtigen Amt sah man darin die Chance, die Sicherheit des Deutschen Reiches gegenüber dem militärisch weit überlegenen Frankreich und seinen Verbündeten zu verbessern, denn der Pakt machte eine Militärintervention im Falle deutscher Verstöße gegen die Bestimmungen des Versailler Vertrags unwahrscheinlicher. Außerdem ließ sich so das deutsch-amerikanische Verhältnis verbessern, das insbesondere mit Blick auf die immer noch nicht abschließend geregelte Reparationsfrage von herausgehobener Bedeutung zu sein schien. Zudem sah Stresemann dadurch Chancen auf eine allgemeine Abrüstung, die die rüstungspolitische Diskriminierung Deutschlands durch den Versailler Vertrag beenden sollte, sowie in der Folge auf eine Revision der deutschen Ostgrenze. Auch Briand war klar, dass ein multilaterales Abkommen Frankreichs Handlungsmöglichkeiten gegen Deutschland einengen würde, was der ursprünglichen französischen Intention widersprach.
Briand stimmte dennoch zu, da er sich bereits lautstark für den bilateralen Vorschlag starkgemacht hatte und nun auch den multilateralen Pakt als eigenen Erfolg beanspruchen konnte. Außerdem würde eine Unterzeichnung des Paktes durch Deutschland auch dessen Handelsmöglichkeiten beispielsweise gegenüber Polen einschränken. Weiter sah Briand in dem Pakt zunehmend eine Chance, das Prinzip der kollektiven Sicherheit, das nach dem Scheitern des Genfer Protokolls 1924 ins Hintertreffen geraten war, im Völkerbund zu verankern. Dieses Protokoll hatte die Völkerbundsmitglieder verpflichten sollen, Sanktionen gegen Staaten durchzuführen, die sich weigerten, Streitfälle schlichten zu lassen oder die vom Völkerbund der Aggression bezichtigt wurden, war aber am konservativen britischen Kabinett Baldwin mit seinem neuen Außenminister Austen Chamberlain gescheitert, das seit den Wahlen vom Oktober 1924 das Vereinigte Königreich regierte.
Statt des von Briand erhofften französisch-amerikanischen Paktes, der die Deutschen von einem erneuten Angriff abzuhalten versprach, kam also nach langwierigen Verhandlungen eine multilaterale Vereinbarung zustande. Am 27. August 1928 wurde der Vertrag zur Ächtung des Krieges unter großem Pomp in Paris unterzeichnet. Deutschland, das 1926 Mitglied des Völkerbunds geworden war, lieferte dies die Gelegenheit, seine Friedensbereitschaft zu demonstrieren und die französischen Warnungen vor einem deutschen Expansionismus anachronistisch erscheinen zu lassen.

## Inhalt
Die unterzeichnenden Staaten verzichteten darauf, den Krieg zum Werkzeug ihrer Politik zu machen. Sie erklärten, in Zukunft Streitigkeiten friedlich zu lösen. Insbesondere der aus nationalen Interessen geführte Angriffskrieg wurde für völkerrechtswidrig erklärt. Das Recht jedes Staates auf Selbstverteidigung blieb als unveräußerliches Recht anerkannt, die Teilnahme an Sanktionen des Völkerbundes blieb erlaubt. Insofern knüpfte der Pakt an die mittelalterliche Unterscheidung zwischen einem bellum iustum und einem bellum iniustum an. Strafbestimmungen für den Fall eines Verstoßes gegen den Pakt waren aber keine vorgesehen. Da der Kriegsächtungsvertrag außerhalb des institutionalisierten Völkerbundes verhandelt und abgeschlossen wurde, behielt er seine Gültigkeit über dessen Ende hinaus. Der Vertrag enthält keine Kündigungsklausel und ist somit auf unbeschränkte Dauer gültig.

## Unterzeichnerstaaten

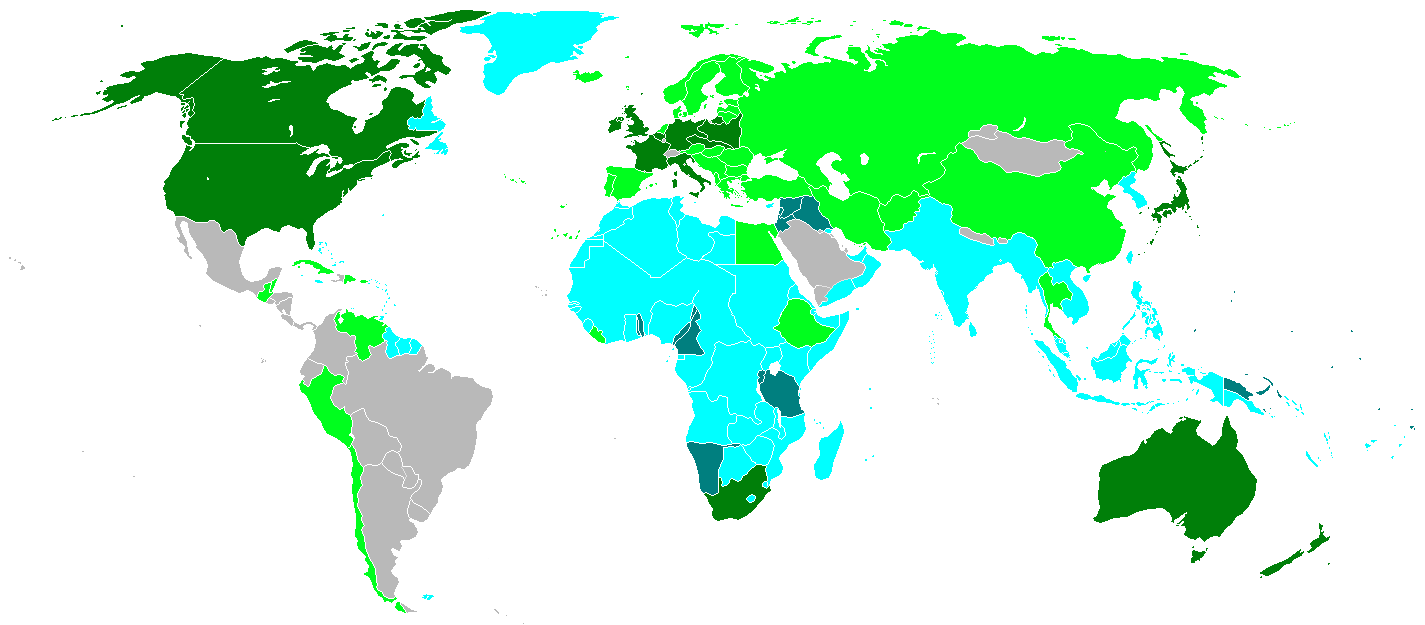
Die Signatarstaaten 1928 und 1929
(dunkelgrün: Erstunterzeichner,
hellgrün: weitere Unterzeichner,
hellblau: Kolonien der Unterzeichnerstaaten,
dunkelblau: Völkerbundmandatsgebiete der Unterzeichner)

Die elf Erstunterzeichner waren die Vereinigten Staaten von Amerika, Australien, Kanada, die Tschechoslowakei, das Deutsche Reich, Großbritannien, Indien, der Freistaat Irland, Italien, Neuseeland und die Südafrikanische Union. Vier weitere Staaten unterzeichneten den Vertrag noch vor der Proklamation: Polen, Belgien und Frankreich im März 1929 und das Kaiserreich Japan im April. Am 24. Juli 1929 trat er in Kraft. Bis 1939 ratifizierten ihn 63 Staaten, das heißt alle Mitglieder des Völkerbunds bis auf vier lateinamerikanische Staaten, die 1935 in Rio de Janeiro den ganz ähnlichen Saavedra-Lamas-Vertrag schlossen. Auch die Sowjetunion trat kurz nach Unterzeichnung dem Pakt bei. Eine Initiative ihres Außenministers Litwinow führte zum vorfristigen Inkraftsetzen des Vertrages in Osteuropa durch das sogenannte Litwinow-Protokoll vom 9. Februar 1929.

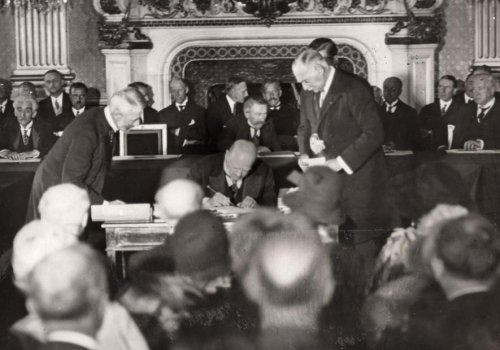
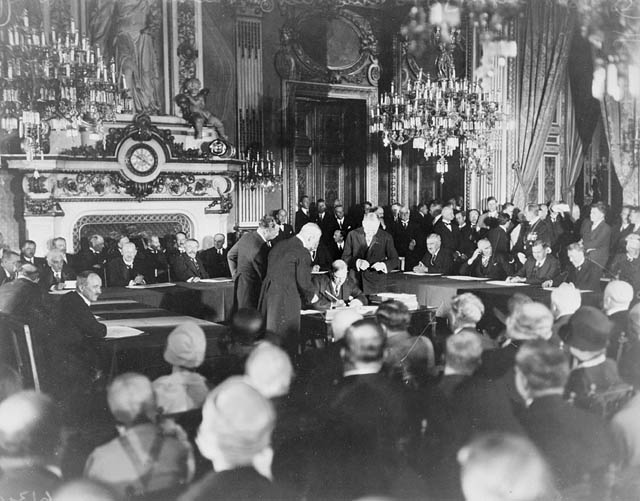

### Ratifikation durch den US-Senat
Die US-Regierung hatte öffentlich darauf gedrängt, dass alle Unterzeichner den Vertrag vorbehaltlos annehmen sollen. Im Senat gab es jedoch Bedenken dagegen. Es drohte eine ähnliche Situation wie am Ende des Ersten Weltkriegs, wo der Senat die Ratifizierung zum Versailler Vertrag verweigert hatte, da die Kammer keinen Beitritt zum Völkerbund ohne Vorbehalte wollte. Der republikanische Senator George H. Moses schlug gemeinsam mit dem demokratischen Senator James Reed die Annahme unter drei Bedingungen vor: Erstens sei es den USA weiter erlaubt, die eigenen Interessen auf dem Amerikanischen Kontinent zu verteidigen, zweitens seien die USA nicht verpflichtet, kriegsführende Staaten zu sanktionieren, drittens seien die USA durch den Vertrag auch nur an die Verpflichtungen des Vertrags selbst gebunden. Die letzten beiden Punkte waren so im Vertrag eigentlich schon vorgesehen und der erste Punkt sollte den USA ein rechtliches Schlupfloch offen lassen, um weiterhin Kriege zur Durchsetzung wirtschaftlicher Interessen in Südamerika führen zu dürfen.
Borah brachte den Vertrag ohne Vorbehalte durch den Außenausschuss, aber eine Mehrheit im Plenum schien unentschlossen. Kellogg, Castle und Borah versuchten, die Senatoren in zahlreichen persönlichen Gesprächen zu überzeugen und auch Coolidge lud abtrünnige Senatoren ins Weiße Haus ein. Die Senatoren, welche lautstark die McNary-Haugen Farm Relief Bill befürwortet hatten, kündigten an, die Unterzeichnung des Vertrags zu blockieren, sofern keine umfangreiche finanzielle Unterstützung des Agrarsektors beschlossen werde. Darauf erwiderte Borah, er und die anderen Internationalisten im Senat würden keiner Farm Relief Bill ohne Ratifikation des Vertrags zustimmen. Um die Blockadehaltung zu lösen, versprach Coolidges designierter Nachfolger Herbert Hoover, er werde sofort nach der Amtseinführung eine Sondersitzung des Kongress einberufen lassen, um über eine Farm Relief Bill zu debattieren. Aus diesem Vorhaben ging der Agriculture Marketing Act of 1929 hervor. Außerdem setzte Vizepräsident Charles G. Dawes die Ratifikation des Briand-Kellogg-Pakt gemeinsam mit einem Finanzierungsplan für die Marine auf einen Tagesordnungspunkt an, unter der Begründung, diese beiden Gesetzte repräsentierten die Zukunft der amerikanischen Friedenspolitik: Die Aufrüstung der Marine auf der einen und den Kriegsächtungspakt auf der anderen Seite. Der Pakt wurde mit 85 Ja-Stimmen zu einer 1 Nein-Stimme angenommen.

## Folgen
In der Außenpolitik der Vereinigten Staaten bedeutete der Pakt gemeinsam mit dem Dawes-Plan ein Ende der Isolationspolitik, die das Land 1920 mit seiner Weigerung, den Versailler Vertrag zu ratifizieren und dem Völkerbund beizutreten, eingeschlagen hatte. 1932 erfuhr diese Politik eine Fortsetzung durch die Hoover-Stimson-Doktrin aus Anlass der japanischen Okkupation der Mandschurei im Nordosten Chinas.
Rechtsgeschichtlich bedeutsam ist der Briand-Kellogg-Pakt für die Entwicklung des humanitären Völkerrechts, weil er grundsätzliche völkerrechtliche Regeln aufstellte, die später materiell in die Charta der Vereinten Nationen eingingen. Zwar zeigen auch andere Resolutionen, Verträge und Vertragsentwürfe der Zwischenkriegszeit, dass ein Angriffskrieg schon damals international als Bruch des Völkerrechts angesehen, manchmal auch als Verbrechen bezeichnet wurde. In der Fachliteratur zum Völkerrecht gilt es daher als beinahe einhellige herrschende Meinung, dass bereits vor 1939 das Verbot, Krieg zu führen, Bestandteil des allgemeinen Völkerrechts geworden war. Der deutsche Überfall auf Polen vom 1. September 1939, mit dem der Zweite Weltkrieg begann, stellte somit eine klare Verletzung des Briand-Kellogg-Pakts dar. Das Vereinigte Königreich rechtfertigte seine Kriegserklärung an das Deutsche Reich in zwei Noten an den Völkerbund im September 1939 unter anderem mit dem Briand-Kellogg-Pakt.
Im Nürnberger Prozess gegen die Hauptkriegsverbrecher 1946 wurde die Strafbarkeit der Verbrechen gegen den Frieden u. a. aus dem Briand-Kellogg-Pakt abgeleitet. Doch weil er zwar die Völkerrechtswidrigkeit von Angriffskriegen festgestellt hatte, nicht aber explizit auch ihre Strafbarkeit, wird die Rechtsgrundlage der Nürnberger Urteile in diesen Fällen von einigen Rechtswissenschaftlern angezweifelt. Für eine Strafbarkeit auf der Rechtsgrundlage des Pakts spricht aber, dass im Kriegsvölkerrecht schwere Verstöße schon immer als strafbar galten, auch wenn sie nicht explizit pönalisiert worden waren. Laut dem deutschen Rechtswissenschaftler Otto Kimminich ging der Briand-Kellogg-Pakt aber durchaus von einer Pönalisierung des Kriegs an sich aus, was sich in der Erlaubnis individueller und kollektiver Selbstverteidigung zeige: Notwehr und Nothilfe könne es nur gegen strafbare Handlungen geben.
Die 1945 unterzeichnete Charta der Vereinten Nationen geht über das bloße Kriegsverbot des Briand-Kellogg-Pakts deutlich hinaus, indem in Artikel 2 Nr. 4 der Charta ein allgemeines Gewaltverbot etabliert wird. Damit ist seitdem nicht nur der Krieg völkerrechtswidrig, sondern jede Gewaltanwendung in den internationalen Beziehungen. Ein konkretes Beispiel sind etwa gewaltsame Repressalien unterhalb der Schwelle des Krieges, die nach dem Briand-Kellogg-Pakt noch zulässig waren, heute aber gegen Artikel 2 Nr. 4 der Charta verstoßen. Die wesentliche Ausnahme vom allgemeinen Gewaltverbot in der UN-Charta ist das Recht zur Selbstverteidigung aus Artikel 51 der Charta, auf das sich Staaten im Falle eines bewaffneten Angriffs berufen können, bis der Sicherheitsrat die zur Wahrung des Weltfriedens und der internationalen Sicherheit erforderlichen Maßnahmen getroffen hat. Schon der Briand-Kellogg-Pakt hatte das mit Selbstverteidigung begründete Recht auf Kriegführung nicht geächtet.

## Rezeption
Der Briand-Kellogg-Pakt wurde oft als unzureichendes Mittel der Kriegsprävention abgetan. Mangels Sanktionsmöglichkeiten konnte er weder die Mandschurei-Krise 1931 noch den Abessinienkrieg 1935/1936 verhindern. Außerdem eröffnete die Möglichkeit, eigentlich gegen den Pakt verstoßende Militäraktionen nicht als Krieg zu bezeichnen. Daher spottete man, die Frühstücksflocken-Marke Kellogg’s hätte mehr zum Weltfrieden beigetragen als der amerikanische Außenminister.
Andererseits bedeutete der Pakt, wie Klaus Hildebrand betont, in den internationalen Beziehungen „einen moralischen Qualitätssprung sui generis“. Hinzu komme, dass er die Rechtsgrundlage für die Kriegsverbrecherprozesse nach 1945 bildete. Die amerikanischen Rechtswissenschaftler Oona A. Hathaway und Scott J. Shapiro betonen zudem, dass er langfristig eine der bis dahin häufigsten Kriegsursachen effektiv vermindert habe: Eroberungen. Diese hätten nach 1945, wie ihre empirische Studie belege, nahezu vollständig aufgehört, und dafür sei die Ächtung des Krieges im Jahr 1928 eine wesentliche Ursache.